# Kandidatturneringen

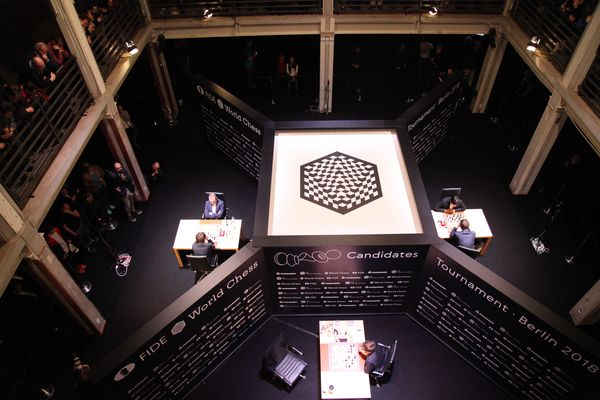
Spelhallen i Berlin, Tyskland, under Kandidatturneringen 2018. Flera partier pågår samtidigt.

Kandidatturneringen (engelska: Candidates Tournament) är en internationell schackturnering som sedan 1950 arrangeras av FIDE för att utse utmanaren till världsmästartiteln i schack. Vinnaren möter sedan den regerande världsmästaren under världsmästerskapen i schack. Sedan 2013 hålls turneringen vartannat år.
I turneringen möter deltagarna varandra två gånger om i en så kallad dubbel round robin, ett parti som vit och ett parti som svart. Seger ger ett poäng, oavgjort ett halvt, och förlust noll. Resultaten sammanställs sedan i en tabell, där spelaren med flest poäng vinner turneringen.
I det nuvarande formatet finns åtta deltagare, och kvalificering sker baserat på resultatet i andra FIDE-turneringar. Deltagarna utgörs av förloraren i det föregående världsmästerskapet i schack, topp tre i Schack-världscupen, topp två i FIDE Grand Swiss Tournament, vinnaren av FIDE Circuit samt den spelare med högst elo-ranking i januari samma år som kandidatturneringen arrangeras.
Turneringen är öppen för båda könen, men det finns även en separat kandidatturnering för damer där vinnaren får möta den regerande kvinnliga världsmästaren i världsmästerskapet i schack för damer. Den hittills enda kvinnan att kvala in till den öppna turneringen är den ungerska stormästaren Judit Polgár.

## Lista över vinnare[4]
| År          | Vinnare                                      |
| ----------- | -------------------------------------------- |
| 1950        | David Bronstein                              |
| 1953        | Vasilij Smyslov                              |
| 1956        | Vasilij Smyslov                              |
| 1959        | Michail Tal                                  |
| 1962        | Tigran Petrosian                             |
| 1965        | Boris Spasskij                               |
| 1968        | Boris Spasskij                               |
| 1971        | Bobby Fischer                                |
| 1974        | Anatolij Karpov                              |
| 1977        | Viktor Kortjnoj                              |
| 1980        | Viktor Kortjnoj                              |
| 1983        | Garry Kasparov                               |
| 1987        | Anatolij Karpov                              |
| 1990        | Anatolij Karpov                              |
| 1993        | Nigel Short                                  |
| 1995        | Viswanathan Anand                            |
| 1997 - 2005 | Splittrad titel                              |
| 2007        | Topp fyra kvalificeras till en separat final |
| 2009        | Veselin Topalov                              |
| 2011        | Boris Gelfand                                |
| 2013        | Magnus Carlsen                               |
| 2014        | Viswanathan Anand                            |
| 2016        | Sergej Karjakin                              |
| 2018        | Fabiano Caruana                              |
| 2020-21     | Jan Nepomnjasjtjij                           |
| 2022        | Jan Nepomnjasjtjij                           |
| 2024        | Dommaraju Gukesh                             |